# Мухаммед в Мекке
Муха́ммед в Ме́кке — период жизни пророка Мухаммеда с рождения (571 год) до переселения в Медину. В этот период жизни пророк начал свою религиозную деятельность и заявил о начале ниспослания первых аятов Корана.

## Рождение
Пророк Мухаммед родился в 570 году в Мекке в роду Бану Хашим (хашимиты), относящемся к племени курайш (курайшиты). Его отец Абдуллах ибн Абдул-Мутталиб умер ещё до рождения сына, а мать, Амина бинт Вахб, умерла, когда ему было шесть лет. Мухаммед воспитывался под опекой своего деда Абдул-Мутталиба, а после смерти деда, когда Мухаммеду было восемь лет, он был вверен для воспитания своему дяде, Абу Талибу, который стал новым главой рода Бану Хашим.

## Детство
Как и все хашимиты, дядя Мухаммеда Абу Талиб занимался торговлей, но семья его жила скромно. Когда Мухаммеду было около 12 лет, Абу Талиб взял его с собой в торговую поездку в Бусру (Южная Сирия). В Бусре он встретил монаха Бахиру, который сообщил курайшитам о том, что среди них находится пророк.
С пятнадцати лет Мухаммед начал самостоятельную жизнь. Какое-то время он пас овец мекканцев и участвовал в снаряжении караванов. Мухаммед принял участие в сражении близ Указа (около 590 года) и был среди хашимитов, заключавших союз «Хильф аль-Фудул».

## Откровение
Религиозная деятельность Мухаммеда началась, когда ему исполнилось сорок лет (в исламе — пророческая миссия, посланническая миссия). До этого каждый год Мухаммед предавался богоискательству в пещере Хире в течение месяца Рамадан. Это был религиозный обряд, который курайшиты проводили до принятия ислама. Рассказывали, что этот месяц пророк занимался благотворительностью, давая пищу бедным, приходящим к нему.
Со слов его третьей жены Аиши (на которой женился после смерти своей первой и при её жизни единственной жены Хадиджы), пророческая деятельность Мухаммеда началась с того, что он стал видеть вещие сны, затем ему была внушена любовь к уединению. Он стал уединяться в пещере Хира на горе Джабаль ан-Нур, где поклонялся Аллаху в течение многих ночей, пока у него не возникало желание вернуться обратно к семье. Он брал с собой все необходимые припасы, а когда возвращался домой, опять брал всё, что было нужно. В одну из таких ночей уединения к нему явился ангел Джибриль (в Библии Архангел Гавриил). Он велел Мухаммеду: «Читай!». Мухаммед ответил ему, что не умеет читать. Тогда ангел, обхватив, сжал его грудь до предела и снова велел читать. Мухаммед вновь ответил, что не умеет читать. Тогда ангел снова сжал его до предела и ещё раз велел читать. Мухаммед опять ответил, что не умеет читать. Тогда ангел сжал его в третий раз и произнёс первые аяты Корана:

Читай, во имя твоего Господа, Который сотворил все сущее. ۝ Он сотворил человека из сгустка крови. ۝ Читай, ведь твой Господь – Самый Великодушный. ۝ Он научил посредством письменной трости ۝ научил человека, тому, чего тот не знал—  96:1—5 (Кулиев)
Дальше, со слов Аиши, Мухаммед, испугавшись, вернулся к своей первой жене Хадидже и сказал: «Укройте меня, укройте меня!» Его укрыли, и он оставался в таком положении, пока его страх не прошёл. После этого он рассказал всё Хадидже, добавив: «Я испугался за себя!» Пророк добавил, что на него напал джинн или злой дух, на что Хадиджа сказала, что клянётся Аллахом, что Аллах никогда не покроет его позором, ведь он поддерживает связи с родственниками, помогает слабым людям и беднякам, оказывает людям гостеприимство и помогает переносить невзгоды судьбы. А потом она повела его к двоюродному брату, Вараке ибн Навфалю (у Ибн Хишама говорится, что она сама пошла к Вараке, а потом Варака пришёл к Мухаммаду, когда тот ходил вокруг Каабы), который принял христианство, знал древнееврейскую письменность и пользовался ею, слушал последователей Торы и Библии и был слепым стариком. Хадиджа попросила его выслушать Мухаммеда. Варака спросил, что же видит Мухаммед. Когда тот рассказал ему, что видит, Варака сказал, что это ангел, который был послан Мусе (Моисей). Также он сказал ему, что его народ будет изгонять его (Мухаммеда) и что он, скорее всего, не сможет помочь Мухаммеду, так как не доживёт до этого времени, но если доживёт, то будет помогать, как только сможет. Но Варака умирает, а откровения временно прекращаются.
Первым человеком, поверившим Мухаммеду, была его жена Хадиджа. Она успокаивала его, поддерживала, более того, когда Джабраил являлся к Мухаммеду, она доказала ему, что это «ангел, а не дьявол»
Откровения перестали приходить к Мухаммеду на некоторое время. Затем были ниспосланы аяты суры «Утро»:

Клянусь утром! ۝ Клянусь ночью, когда она густеет!  ۝ Не покинул тебя твой Господь и не возненавидел. ۝ Воистину, будущее для тебя лучше, чем настоящее. ۝ Господь твой непременно одарит тебя, и ты будешь удовлетворён. ۝ Разве Он не нашёл тебя сиротой и не дал тебе приют? ۝ Он нашёл тебя заблудшим и повёл прямым путём? ۝ Он нашёл тебя бедным и обогатил? ۝ Посему не притесняй сироту! ۝ И не гони просящего! ۝ И возвещай о милости своего Господа.
—  93:1—11 (Кулиев)
Люди начали постепенно вступать в ислам, сначала это были жена Мухаммада Хадиджа и ещё восемь человек: Али ибн Абу Талиб, Зайд ибн Хариса, Абу Бакр, Усман ибн Аффан, аз-Зубайр ибн аль-Аввам, Абд ар-Рахман ибн Ауф, Саад ибн Абу Ваккас, Тальха ибн Убайдуллах. Потом люди стали принимать ислам группами, как мужчины, так и женщины, и Мухаммед стал открыто призывать к исламу. До этого, в течение трёх лет, он вёл свою проповедь тайно. В Коране так сказано об этом:

Провозгласи то, что тебе велено, и отвернись от многобожников.—  15:94 (Кулиев)

## Первая кровь
Чтобы совершать свои молитвы, сподвижники пророка уходили в горные ущелья и молились втайне от людей своего племени. Один раз, когда они молились в одном из горных ущелий Мекки, их обнаружила группа язычников, которые стали осуждать и поносить их, стали с ними драться. Саад ибн Абу Ваккас ударил одного из той группы язычников челюстью верблюда и ранил его до крови. Это считается первой кровью, пролитой в исламе.

## Вражда с язычниками
Согласно мусульманской биографии Мухаммеда, люди спокойно относились к его проповедям до тех пор, пока он не затронул объекты их языческого поклонения. После этого они решили бороться с ним и с его последователями. Сильную поддержку Мухаммеду оказал его дядя — Абу Талиб. В этой поддержке ему пришлось пойти против своего племени. Когда наступило время паломничества (паломничество к Каабе, выстроенной Ибрахимом (библ. Авраам), было и в так называемые времена джахилии — «времена невежества»), курайшиты решили говорить приезжающим арабам, «что Мухаммед колдун, который разлучает человека от своего отца, от брата, от его жены, от его родных».
Вскоре о Мухаммеде узнали и в Медине, которая тогда ещё называлась Ясриб. Абу Кайс ибн аль-Аслат, человек, который был в родственных связях с курайшитами, призвал их оставить гонения на пророка. Несмотря на это, Мухаммеда стали обвинять во лжи, в стихотворчестве, обвиняли в колдовстве, жречестве и даже безумстве. По словам некоторых учёных, курайшиты дошли до того, что однажды, когда Мухаммед вышел на улицу, каждый, кто встречал его, как свободный, так и раб, оскорбляли его и называли лжецом. Мухаммед пришёл домой и завернулся в плащ. Тогда были ниспосланы известные аяты:

О завернувшийся! Встань и увещевай! ۝ Господа своего величай!—  74:1—3 (Кулиев)
Курайшиты решили отправить делегацию к священникам евреев Ясриба, так как те имели знания «Первой книги». Те ответили, что Мухаммед должен ответить на три вопроса, если он не ответит на эти вопросы, то он врёт, а если ответит, то он действительно пророк и посланник Аллаха. Первый вопрос был об исчезнувшем юноше, второй о человеке, который странствовал и дошёл до востока земли и до запада, а третий о Духе. С этим курайшиты пришли к Мухаммаду, который сказал, что ответит на эти вопросы на следующий день. Рассказывают, что откровение не приходило пятнадцать дней, что вызвало всевозможные слухи. Наконец Мухаммаду пришло откровение, в котором давались ответы на все эти вопросы, и среди ниспосланного были такие аяты:

И никогда не говори: «Я сделаю это завтра» ۝ Если только этого не пожелает Аллах! Если же ты забыл, то помяни своего Господа и скажи: «Быть может, Господь мой поведет меня более правильным путём».—  18:23, 24 (Кулиев)
Потом курайшиты стали предпринимать враждебные действия уже ко всем, кто принимал ислам, чтобы те отказались от него. Их могли избивать, подвергать голоду, жажде, зною, угрожать смертью. Всё это сподвигло Мухаммеда на принятие решения о первом переселении мусульман из Мекки в Медину.